# Aerogel

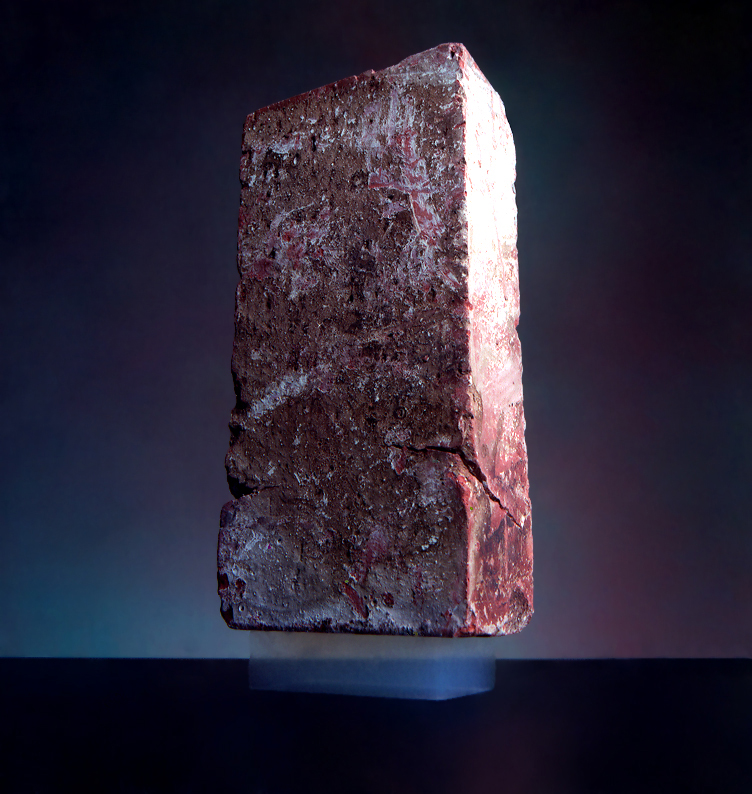
O cărămidă cântărind 2,5 kg este susținută de o bucată de aerogel de doar 2 grame.

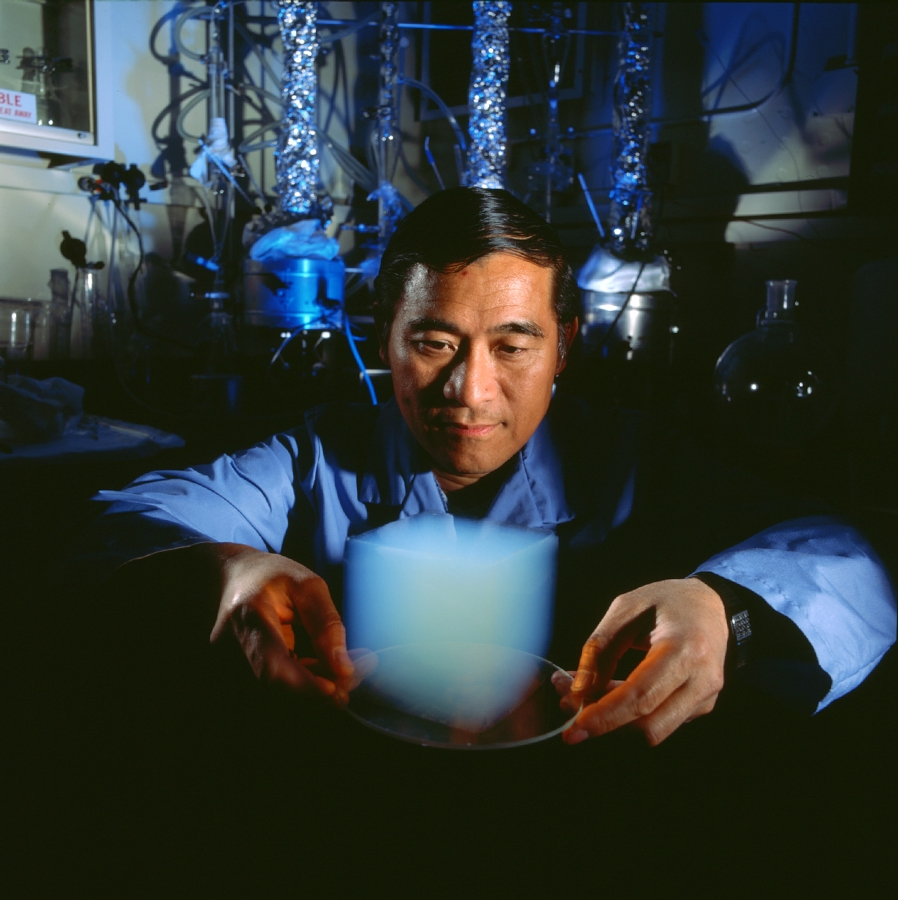
Peter Tsou de la Jet Propulsion Laboratory al NASA ținând o bucată de aerogel

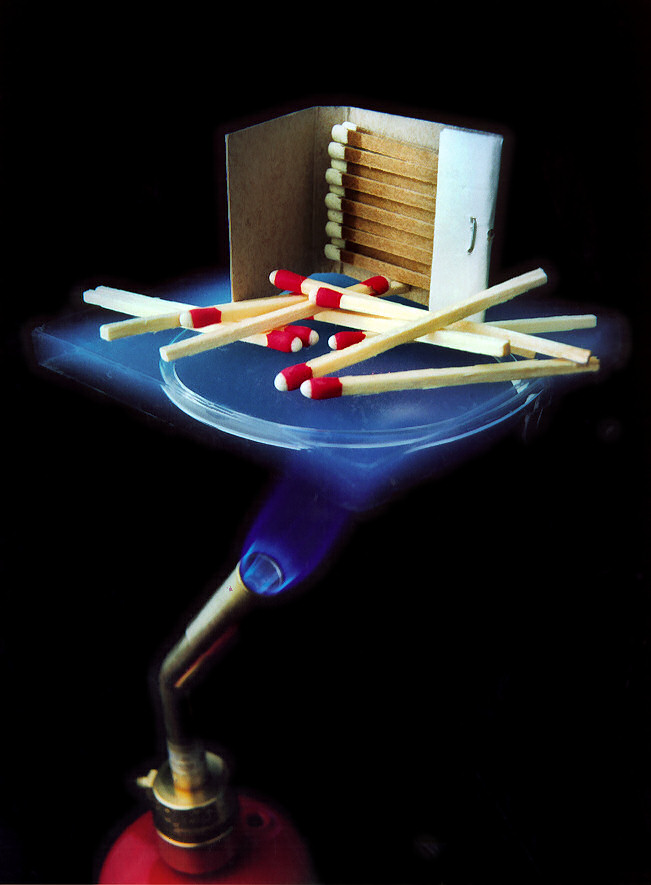
Demonstrare a calităților termoizolante ale aerogelului

Aerogelurile sunt o clasă specială de materiale poroase obținute prin uscarea în condiții supracritice a unui gel umed. Metoda de preparare conferă aerogelului proprietăți speciale: porozitate și omogenitate ridicată, volum al porilor foarte mare, densitate extrem de scăzută și suprafață specifică foarte mare. În cazul aerogelurilor de SiO2 se poate ajunge ca aerul să ocupe mai mult de 98% din volumul aerogelului iar suprafața specifică să depășească 1000m2g−1 .

## Descoperire
Aerogelul a fost pentru prima oară obținut de chimistul american Steven S. Kistler , în 1931. El prepară un hidrogel de SiO2 (hidrogelul este un gel ce conține apă) utilizând reacția dintre silicatul de sodiu și acidul clorhidric. Reacția este prezentată mai jos:
{\displaystyle Na_{2}SiO_{3}\,+\,2HCl\rightarrow [SiO_{2}\cdot xH_{2}O]\,+\,2NaCl}
Obținerea hidrogelului de SiO2 este urmată de eliminarea ionilor de clor și sodiu după care apa conținută în porii gelului este schimbată cu etanol (procesul de deshidratare este unul lent). În cele din urmă alcogelul (gel ce conține un alcool) de SiO2 este adus la temperatura și presiunea necesară pentru ca etanolul lichid să ajungă în condiții supracritice. În starea supracritică etanolul se va comporta precum un gaz, fără a exercita asupra porilor materialului forțe de tensiune superficială. Odată etanolul eliminat se obține o structură cu o densitate extrem de mică, numit aerogel (gel ce conține doar aer). 
Prepararea aerogelurilor prin această metoda s-a dovedit a fi foarte dificilă, lucru care împreună cu imposibilitatea la acel moment, de a cunoaște cu adevărat proprietățile speciale ale acestui tip de material a condus la neglijarea cercetărilor în acest domeniu pentru aproape trei decenii.
Aerogelurile au revenit în atenția comunității științifice odată cu descoperirea în anii 60' a unei noi metode de obținere a gelurilor de SiO2, eliminându-se în acest fel dificultățile întâmpinate în metoda lui Kistler. Prima aplicație a aerogelurilor este în domeniul detectoarelor utilizate în fizică energiilor înalte (detectoarele Cerenkov).

## Metoda de preparare sol-gel
Teichner și echipa sa au înlocuit silicatul de sodiu utilizat de Kistler cu un alcoxisilane (tetrametil-ortosilicate, TMOS). TMOS este dizolvat în metanol de înaltă puritate după care se adaugă cantitatea de apă potrivită pentru pornirea reacțiilor de hidroliză și condensare. Fără un catalizator reacțiile se desfășoara foarte lent, motiv pentru care mediul de reacție trebuie să conțină un acid sau o bază.

## Utilizări
Specialiștii consideră că potențialul materialului este aproape nelimitat, fiind de părere că s-ar putea găsi aplicații ale acestuia în majoritatea domeniilor și activităților umane.
Pentru că absoarbe complet radiațiile infraroșii, el va permite construirea unor clădiri sau incinte care să permita accesul luminii solare în interiorul lor, fără a tolera însă și schimbările termice. Inserarea unui strat de aerogel în pereții exteriori ai caselor și în compoziția geamurilor ferestrelor, ne va scăpa atât de căldura toridă a verii și de frigul sezonului rece, cât și de la aparatura electrocasnică mare consumatoare de energie electrică, așa cum sunt toate aparatele de aer condiționat. Dacă suntem puțin mai îndrăzneți, putem să ne gândim chiar că montarea unui acoperiș transparent ce permite pătrunderea întregului spectru de lumină fără vreun pic de căldură va reprezenta un salt uriaș din punct de vedere al eficienței energetice.
Aplicațiile aerogelului sunt infinite, cercetătorii au descoperit că el poate fi folosit și pentru fabricarea rachetelor de tenis, dar datorită modificării prin adaos de sulf sau seleniu, cu ajutorul aergelului pot fi evitate chiar catastrofe ecologice. De exemplu, urmările dezastruoase ale unor deversări accidentale de produse petroliere în apele mărilor și oceanelor ar putea fi cu succes anulate, prin exploatarea uriașei capacități a aerogelului de a absoarbe metale grele, de tipul mercurului, din mediul acvatic. Particule de aerogel răspândite pe râuri și lacuri ar avea capacitatea de a atrage metalele grele din ape și, deci, de a curăța mediul. Chimistul american Mercouri Lonatzidis a dovedit acest lucru, demonstrând că particulele de aerogel au adus o soluție infectată cu mercur, de la 645 părți mercur la un milion părți apă, la doar 0.04 părți mercur pentru un milion părți de apă, o agresivitate similară prezintă aerogelul și în cazul mediilor încărcate cu plumb, |cadmiu și sulf.
NASA folosește deja aerogelul pentru izolarea termică a costumelor astronauților, un strat de 18 mm din material asigurând protecția împotriva frigului la temperaturi de până la minus 150 grade Celsius.
Un material absolut fantastic, acesta este aerogelul, un strat de numai 8 mm poate asigura supraviețuirea în fața exploziei a unui kilogram de dinamită și a unui șoc termic ce degajează o căldură de peste 1000 grade Celsius.
Procesat prin metode speciale, aerogelul poate fi utilizat și pentru desalinizarea apei de mare. Dacă mai adăugăm că este un bun conductor de electricitate și că este capabil să înmagazineze energie solară precum celulele fotovoltaice, înțelegem că aerogelul se prezintă chimiștilor și inginerilor precum un material al viitorului.

## Proprietăți
Densitatea sa este de 800 de ori mai mică decât cea a unei bucăți de sticlă de aceeași mărime. Aerul repartizat în pori invizibili cu ochiul liber, dar ponderalitatea extrem de redusă sau un revers: materialul este fragil, astfel că se fărâmă chiar și numai dacă cineva dorește să îl țină între degete.
Prețul ridicat îl face la momentul actual să fie considerat încă un material inaccesibil și exotic. Dar, inevitabil, aerogelul va deveni rapid una dintre uneltele de bază ale ecologiștilor și ale oamenilor în general, după fabricarea sa industrială.
Guinness Book a recunoscut faptul că NASA a creat cel mai ușor material solid, prin contribuția uriașă a doctorului Steven Jones de la Laboratorul "Jet Propulsion Laboratory" din cadrul agenției spațiale americane.
Aerogelul constituie o izolație termică bună, deoarece aproape neutralizează cele trei metode de transfer de căldură: convecția, conducția și radiația. Rezistența la transferul prin conductivitate este dată de componenta majoritar gazoasă. În special aici se evidențiază aerogelul pe bază de siliciu (SilicaGel), deoarece siliciul are de asemenea conducția termică mică. Rezistența la transferul convectiv este dată de faptul că aerul nu circulă în structura materialului, iar dacă folosim un gel pe bază de carbon, obținem o rezistență mică la transferul radiativ. De aceea cel mai folosit aerogel pe post de izolator termic este SilicaGelul cu carbon adăugat.
Datorită naturii sale higroscopice, aerogelul este un material extrem de uscat și netratat chimic este hidrofil, de aceea manevrarea lui este recomandat să fie făcută cu măsuri de protecție a mâinilor. Totuși, prin tratare chimică poate deveni un material hidrofob, iar dacă tratarea se face la interiorul materialului acesta devine mai puțin susceptibil degradării decât în cazul în care se prevede un strat exterior hidrofob.
Se topește numai la temperaturi de peste 1200 grade Celsius, are o conductibilitate apropiată de zero și este considerat materialul solid cu cea mai mică densitate posibilă, conținând aer în proporție de 99.8%. Un centimetru cub din aerogel cântărește 3 miligrame, puțin mai mult decât aerul, iar dimensiunea totală a golurilor din interiorul său este similară cu cea a unui teren de fotbal, aproximativ 7000 metri pătrați. În plus, un burete de aerogel de numai 2 grame poate susține greutatea unei cărămizi de 2.5 kg.
Dacă inginerii s-au gândit să întrebuințeze acest material în izolarea conductelor de petrol și cizmarii în confecționarea branțurilor pentru încălțăminte, alpinista britanică Anne Parmenter a escaladat muntele Everest fiind încălțată cu ghete căptușite cu un strat subțire de aerogel; declarația sa de după expediție a fost: “singura problemă a fost că îmi era foarte cald la picioare, ceea ce, de fapt, nu este o problemă atunci când ești alpinist”. De asemenea, designerul Hugo Boss a testat calitățile aerogelului pentru o linie de geci de iarnă, dar acestea au fost rapid retrase din circulație, deoarece cumpărătorii s-au declarat incomodați de faptul că erau mult prea călduroase.

## Vezi și
- Coloid